# Велимир Брезовски
Велимир Брезовски (на македонска литературна норма: Велимир Брезовски) е историк от Социалистическа република Македония.

## Биография
Брезовски е роден на 19 октомври 1924 година в мияшката паланка Галичник, тогава в Кралство Югославия. В 1941 година се включва в комунистическата съпротива във Вардарска Македония, а в 1944 година става член на Комунистическата партия на Македония. Работи в Историческия отдел на Централния комитет на Съюза на комунистите на Македония от 1954 до 1959 година. Междувременно завършва история във Философския факултет на Скопския университет през юни 1955 година. След включването на Историческия отдел на ЦК на КПМ към Института за национална история (1960 – 1986), в 1965 година защитава докторска степен в същия факултет на тема „Освободителната война в Македония 1943 година“. Специалист е по периода между двете световни войни и комунистическата съпротива през Втората световна война.
Умира на 6 януари 1986 година.